# Калинки (Костромская область)
Кали́нки — деревня в Расловском сельском поселении Судиславского района Костромской области России.

## География
Деревня расположена у автодороги Кострома — Верхнеспасское Р98, на речке Берёзовке.

## История
В деревне находилась почтовая станция, расположенная на бывшем почтово-торговом тракте из Костромы в Галич. В 1720 году деревня принадлежала И. Ф. Воробьёву из старинного дворянского рода Воробьёвых. В 1850 году деревня принадлежала А. И. Демьянову.
Согласно Спискам населенных мест Российской империи в 1872 году деревня Калинки (Калинино) относилась к 2 стану Костромского уезда Костромской губернии. В ней числилось 19 дворов, проживало 98 мужчин и 110 женщин.
Согласно переписи населения 1897 года в деревне Калинка проживало 154 человека (75 мужчин и 79 женщин).
Согласно Списку населенных мест Костромской губернии в 1907 году деревня Калинка относилась к Апраксинской волости Костромского уезда Костромской губернии. По другим данным — деревня Калинки относилась к Шишкинской волости того же уезда. По сведениям волостного правления за 1907 год в ней числилось 34 крестьянских дворов и 182 жителей. В деревне имелась кузница. Основным занятием жителей деревни, помимо земледелия, были извоз.
До муниципальной реформы 2010 года деревня являлась административным центром Калинковского сельского поселения Судиславского района.

## Население
| 1877 | 1897 | 1907 | 2008 | 2010 | 2014 |
| ---- | ---- | ---- | ---- | ---- | ---- |
| 208  | ↘154 | ↗182 | ↗367 | ↘237 | ↗354 |